# آمفی تئاتر (ویکتوریا)
آمفی تئاتر (به انگلیسی: Amphitheatre) یک شهرک در استرالیا است که در ویکتوریا (استرالیا) واقع شده‌است.